# Домартен о Боа
Домартен о Боа (фр. Dommartin-aux-Bois) је насељено место у Француској у региону Лорена, у департману Вогези.
По подацима из 2011. године у општини је живело 431 становника, а густина насељености је износила 27,45 становника/km².

## Демографија
| 1962. | 1968. | 1975. | 1982. | 1990. | 2011. |
| ----- | ----- | ----- | ----- | ----- | ----- |
| 377   | 309   | 288   | 309   | 360   | 431   |